# Australian Championships 1952
Gli Australian Championships 1952 (conosciuto oggi come Australian Open) sono stati la 40ª edizione degli Australian Championships e prima prova stagionale dello Slam per il 1952. Si è disputato dal 19 al 28 gennaio 1952 sui campi in erba di Adelaide in Australia.
Il singolare maschile è stato vinto dall'australiano Ken McGregor, che si è imposto sul connazionale Frank Sedgman in quattro set. Il singolare femminile è stato vinto dall'australiana Thelma Coyne Long, 
che ha battuto la connazionale Helen Angwin in due set. Nel doppio maschile si è imposta la coppia formata da Ken McGregor e Frank Sedgman, mentre nel doppio femminile hanno trionfato Thelma Coyne Long e Nancye Wynne Bolton. Il doppio misto è stato vinto da Thelma Coyne Long e George Worthington.

## Risultati

### Singolare maschile
Ken McGregor ha battuto in finale  Frank Sedgman con il punteggio di 7–5, 12-10, 2–6, 6–2

### Singolare femminile
Thelma Coyne Long ha battuto in finale  Helen Angwin con il punteggio di 6–2, 6–3

### Doppio maschile
Ken McGregor /  Frank Sedgman hanno battuto in finale  Don Candy /  Mervyn Rose con il punteggio di 6–4, 7–5, 6–3

### Doppio femminile
Thelma Coyne Long /  Nancye Wynne Bolton hanno battuto in finale  Allison Burton Baker /  Mary Bevis Hawton con il punteggio di 6–1, 6–1

### Doppio misto
Thelma Coyne Long /  George Worthington hanno battuto in finale  Gwen Thiele /  Tom Warhurst con il punteggio di 9–7, 7–5